# Eléuteras

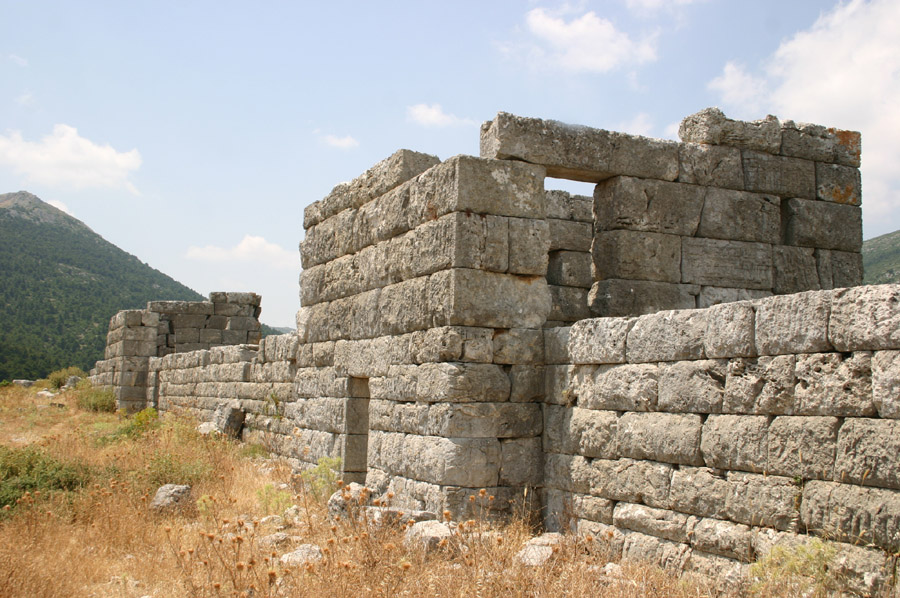
Restos de la fortaleza de Eléuteras.

Eléuteras (en griego Ἐλευθέραι, que significa libre) fue una ciudad situada al norte del Ática (Grecia), en la frontera con Beocia. 

## Restos arqueológicos
Posee una de las fortalezas de la Antigua Grecia mejor conservadas, con muros de mampostería con un espesor medio de 2,6 metros. Se mantiene en pie una parte de la muralla de 206 m de longitud, con seis torres, perteneciente al perímetro norte del lugar; se conservan los cimientos de dos torres más. Aunque el resto de la muralla no se conserva bien, se ve claramente el trazado, así como la ubicación de cuatro puertas. El área fortificada mide en torno a 113 x 290 m. La fortaleza fue conocida, en época posterior, como Giftocastro.

## Mitología y tradiciones

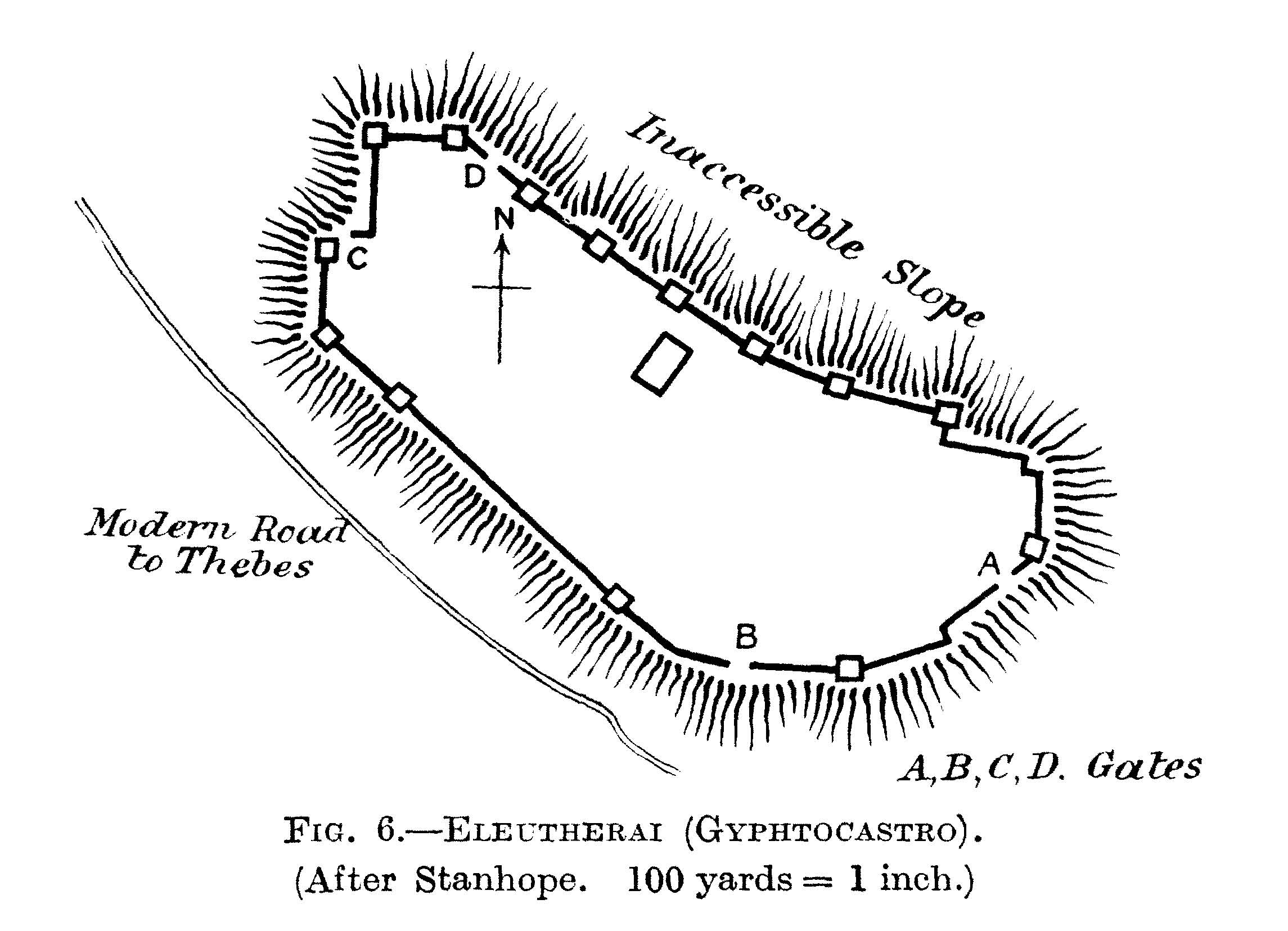
Planta de la fortaleza.

Se consideraba a Dioniso como fundador mítico de Eléuteras e incluso sus habitantes pretendían que era el lugar de nacimiento de este dios. También se la relaciona con Eleuter, hijo de Apolo y de Etusa o con otro Eleuter, hijo de Licaón. Se cree que la fiesta de las Dionisias se extendió por toda Grecia cuando Eléuteras decidió integrarse en el Ática, e hizo ofrenda de una estatua del dios Dioniso a la ciudad de Atenas. Los atenienses la rechazaron y poco después se extendió una epidemia por la ciudad. Temerosos de Dioniso, los atenienses celebraron las Dionisias haciendo una 
procesión de personas que portaban falos, y así salvaron la ciudad.
Eleúteras fue el lugar donde la tradición situaba el nacimiento y posterior exposición de Zeto y Anfión, hijos de Antíope.
Se decía que los arcadios lapidaban a los hombres que entraban voluntariamente en el recinto de Zeus Liceo, pero a los que entraban por ignorancia los enviaban a la ciudad de Eléuteras, aunque en tiempos de Plutarco no se sabía a ciencia cierta cuál era la causa de que fueran enviados precisamente a esta ciudad.

## Historia
Eléuteras, como la vecina Platea, era una ciudad de la frontera entre el Ática y Beocia que hasta fines del siglo VI a. C. había pertenecido a Beocia pero debido a sus continuos enfrentamientos con los tebanos, los habitantes de Eléuteras pidieron integrarse voluntariamente en la polis de Atenas. Dado el valor estratégico de la ciudad, los atenienses accedieron, y el culto a Dioniso Eléutero ("Dioniso el libertador") se transfirió a Atenas. La fiesta de las Dionisias, que originalmente era un festival de Eléuteras de celebración del vino nuevo, fue el acontecimiento anual que condujo a la creación de un género literario y artístico totalmente nuevo: el teatro. Por eso, en el Teatro de Dioniso, el sacerdote de Dioniso Eléutero era el oficiante principal y su trono de mármol estaba ubicado en el centro de la primera fila de espectadores.

## Personajes
Nació en esta ciudad Mirón de Eléuteras, un famoso escultor conocido sobre todo por su Discóbolo. Su hijo, Licio, también fue un escultor famoso.